# 古桥街道
古桥街道，是中华人民共和国四川省广安市华蓥市下辖的一个乡镇级行政单位。

## 行政区划
古桥街道下辖以下地区：
古桥社区、新民村、前进村、合力村、土桥村、兴隆村和回龙村。